# Sadako (film)
Pour plus de détails, voir Fiche technique et Distribution.
Sadako (貞子) est un film japonais réalisé par Hideo Nakata, sorti en 2019. Le film est la suite officielle de Ring 2.

## Synopsis
Une médium, Hatsuko Sofue, est persuadée que sa fille est la réincarnation du fantôme de Sadako.

## Fiche technique
- Titre : Sadako
- Titre original : 貞子
- Réalisation : Hideo Nakata
- Scénario : Noriaki Sugihara d'après le roman Taido de Kōji Suzuki
- Société de production : Kadokawa
- Pays :  Japon
- Genre : Horreur et fantastique
- Durée : 99 minutes
- Dates de sortie : 
  -  Japon : 24 mai 2019

## Distribution
- Elaiza Ikeda : Mayu Akikawa
- Takashi Tsukamoto : Yusuke Ishida
- Hiroya Shimizu : Kazuma Akikawa
- Himeka Himejima : la fille mystérieuse
- Ren Kiriyama : Minoru Fujii
- Rie Tomosaka : Hatsuko Sobue
- Hitomi Satō : Masami Kurahashi
- Jitsuko Yoshimura : la vieille femme
- Seiko Ozone : l'infirmière Sakai
- Satoshi Nikaido : le détective Kita
- Asami Sanada : le détective Otsuka
- Tarō Suwa : l'officier de la police d'Oshima
- Saika Minami : Shizuko Yamamura

## Box-office
Le film a rapporté 5 589 910 dollars au box-office.